# Cộng đồng Kinh tế ASEAN
Cộng đồng kinh tế ASEAN (tiếng Anh: ASEAN Economic Community, viết tắt: AEC) là một khối kinh tế khu vực của 10 quốc gia thành viên ASEAN được thành lập vào ngày 31 tháng 12 năm 2015, khi bản tuyên bố thành lập chính thức có hiệu lực. AEC là một trong ba trụ cột quan trọng của Cộng đồng ASEAN nhằm thực hiện các mục tiêu đề ra trong Tầm nhìn ASEAN 2020. Hai trụ cột còn lại là: Cộng đồng An ninh ASEAN và Cộng đồng Văn hóa-Xã hội ASEAN.

## Mục đích thành lập AEC
Theo dự định của các nhà lãnh đạo ASEAN, AEC sẽ được thành lập vào năm 2015. Tuyên bố Hòa hợp ASEAN II nhấn mạnh: 
Cộng đồng Kinh tế ASEAN được thành lập là để thực hiện mục tiêu cuối cùng của hội nhập kinh tế trong "Tầm nhìn ASEAN 2020", nhằm hình thành một khu vực kinh tế ASEAN ổn định, thịnh vượng và có khả năng cạnh tranh cao, trong đó hàng hóa, dịch vụ, đầu tư sẽ được chu chuyển tự do và vốn được lưu chuyển tự do hơn, kinh tế phát triển đồng đều, đói nghèo và chênh lệch kinh tế-xã hội được giảm bớt vào năm 2020. Kế hoạch trung hạn 6 năm lần thứ hai của ASEAN (2004-2010) - Chương trình Hành động Vientian đã xác định rõ hơn mục đích của AEC là: tăng cường năng lực cạnh tranh thông qua hội nhập nhanh hơn, nhằm thúc đẩy tăng trưởng và phát triển kinh tế của ASEAN.

## Các biện pháp thực hiện
Các biện pháp chính mà ASEAN cần thực hiện để xây dựng một thị trường ASEAN thống nhất bao gồm: hài hòa hóa các tiêu chuẩn sản phẩm (hợp chuẩn) và quy chế, giải quyết nhanh chóng hơn các thủ tục hải quan và thương mại, và hoàn chỉnh các quy tắc về xuất xứ.
Các biện pháp để xây dựng một cơ sở sản xuất ASEAN thống nhất bao gồm: củng cố mạng lưới sản xuất khu vực thông qua nâng cấp cơ sở hạ tầng, đặc biệt là trong các lĩnh vực năng lượng, giao thông vận tải, công nghệ thông tin và viễn thông, và phát triển các kỹ năng thích hợp.
Các biện pháp nói trên đều đã và đang được các nước thành viên ASEAN triển khai trong khuôn khổ các thỏa thuận và hiệp định của ASEAN. Như vậy, AEC chính là sự đẩy mạnh những cơ chế liên kết hiện có của ASEAN, như Hiệp định Khu vực Mậu dịch Tự do ASEAN (AFTA), Hiệp định Khung ASEAN về Dịch vụ (AFAS), Khu vực Đầu tư ASEAN (AIA), Hiệp định Khung về Hợp tác Công nghiệp ASEAN (AICO), Lộ trình Hội nhập Tài chính và Tiền tệ ASEAN, v.v..., để xây dựng ASEAN thành "một thị trường và cơ sở sản xuất thống nhất". Nói cách khác, AEC là mô hình liên kết kinh tế khu vực dựa trên và nâng cao những cơ chế liên kết kinh tế hiện có của ASEAN có bổ sung thêm hai nội dung mới là tự do di chuyển lao động và di chuyển vốn tự do hơn.

## Quá trình thực hiện
Để bước đầu hiện thực hóa AEC, Hội nghị cấp cao ASEAN lần thứ 9 (2003) đồng ý: ASEAN sẽ thực hiện các khuyến nghị về liên kết kinh tế của Nhóm Đặc Trách Cao cấp (HLTF) về Liên kết Kinh tế của Hội nghị Bộ trưởng Kinh tế ASEAN (AEM). Cụ thể là:
a- Đẩy mạnh việc thực hiện những sáng kiến kinh tế hiện có, bao gồm Khu vực Mậu dịch Tự do ASEAN, Hiệp định Khung ASEAN về Dịch vụ, và Khu vực Đầu tư ASEAN;
b- Thúc đẩy hội nhập khu vực trong các ngành ưu tiên;
c- Tạo thuận lợi cho việc đi lại của doanh nhân, lao động lành nghề và nhân tài, và tăng cường các thể chế của ASEAN và thu hẹp khoảng cách phát triển.
Hành động lớn đầu tiên của ASEAN để triển khai các biện pháp cụ thể trên chính là việc các nhà lãnh đạo các nước thành viên ký Hiệp định Khung ASEAN về Hội nhập các Ngành Ưu tiên. Có thể coi đây là một kế hoạch hành động trung hạn đầu tiên của AEC. ASEAN hy vọng, hội nhập nhanh các ngành ưu tiên này sẽ tạo thành bước đột phá, tạo đà và tạo ra hiệu ứng lan tỏa sang các ngành khác. Tại Hiệp định này, các nước thành viên đã cam kết loại bỏ thuế quan sớm hơn 3 năm so với cam kết theo Chương trình Thuế quan Ưu đãi Có Hiệu lực Chung của AFTA (CEPT/AFTA). Các ngành ưu tiên hội nhập gồm: 7 ngành sản xuất hàng hóa là nông sản, thủy sản, sản phẩm cao su, sản phẩm gỗ, dệt may, điện tử, ô tô; 2 ngành dịch vụ là hàng không và e- ASEAN (hay thương mại điện tử); và, 2 ngành vừa hàng hóa vừa dịch vụ là y tế và công nghệ thông tin. Tháng 12 năm 2006, tại Hội nghị Bộ trưởng Kinh tế ASEAN, các bộ trưởng đã quyết định đưa thêm ngành hậu cần vào danh mục ngành ưu tiên hội nhập. Như vậy, tổng cộng có 12 ngành ưu tiên hội nhập. Các ngành nói trên được lựa chọn trên cơ sở lợi thế so sánh về tài nguyên thiên nhiên, kỹ năng lao động, mức độ cạnh tranh về chi phí, và mức đóng góp về giá trị gia tăng đối với nền kinh tế ASEAN. Các nước Brunei, Indonesia, Malaysia, Philippines, Singapore, Thái Lan sẽ hạ thuế quan đối với các sản phẩm của 12 ngành ưu tiên xuống 0% vào năm 2007, trong khi đối với các nước còn lại sẽ là năm 2012.